# Andrea Ydring
Andrea Ydring född 5 december 1942 i Stockholm, är en svensk  grafisk formgivare.
Som bokformgivare har hon varit verksam sedan 1970 och formgivit och illustrerat skönlitterära böcker och senare huvudsakligen facklitteratur. Bland dessa kan nämnas "Den svenska fotografins historia" utgiven 1983, "Den Svenska Litteraturen" i sju band, huvudredaktörer Lönnroth/Delblanc 1987, samt "Tecknens Rike" av Cecilia Lindqvist, 1989. Hon formgav också Bonniers kokbok från 2002.